# Niels von Holst
Niels Guido Erhard von Holst  (* 16. Januar 1907 in Riga; † 23. August 1993 in Eisenberg (Pfalz)) war ein deutscher Kunsthistoriker.

## Leben
Niels von Holsts Eltern waren der Psychiater Walther von Holst (* 1872) und seine Ehefrau Dora geb. Dehio (1882–1975). Sein Bruder war der Biologe Erich von Holst (1908–1962).
Nach dem Abitur in Danzig studierte er an der Universität Hamburg Kunstgeschichte, Klassische Archäologie und Geschichte. Mit einer Doktorarbeit bei Erwin Panofsky wurde er 1930 zum Dr. phil.  promoviert. 1929 war er zunächst im Museumsdienst in Frankfurt tätig. Ab 1934 war er am Außenamt der Berliner Museen tätig, dessen Leiter er 1936 wurde. Während des Krieges war er als Mitarbeiter im Reichsministerium für Wissenschaft, Erziehung und Volksbildung und im Einsatzstab Reichsleiter Rosenberg tätig, insbesondere im Baltikum und Osteuropa. Dort beteiligte er sich auch am NS-Kunstraub.
Er lebte nach dem Krieg ab 1946 in Eisenberg in der Pfalz und war als freiberuflicher Autor tätig.

## Schriften (Auswahl)
- Baltenland. Deutscher Kunstverlag, Berlin 1937.
- Niels von Holst: Die deutsche Kunst des Baltenlandes. In: Alfred Rosenberg (Hrsg.): Nationalsozialistische Monatshefte. Band 106. Zentralverlag der NSDAP Franz Eher, München 1939.
- Die deutsche Kunst des Baltenlandes im Lichte neuer Forschung. Bericht über das gesamte Schrifttum seit dem Weltkrieg (1919–1939) (= Schriften der Deutschen Akademie 31). Reinhardt, München 1942.
- Danzig. Ein Buch der Erinnerung. Seifert, Hameln 1949.
- Moderne Kunst und Sichtbare Welt. Springer, Berlin, Heidelberg 1957.
- Mitteldeutschland ohne Berlin (= Athenäum-Kunst-Reiseführer). Athenäum, Bonn 1958.
- Künstler, Sammler, Publikum. Ein Buch für Kunst- und Museumsfreunde. Luchterhand, Darmstadt 1960.
- Spanien und Portugal. Luchterhand, Neuwied 1961.
- Der Deutsche Ritterorden und seine Bauten. Von Jerusalem bis Sevilla, von Thorn bis Narwa. Gebr. Mann, Berlin 1981, ISBN 3-7861-1279-7 (Nachdruck Wiesbaden 1997, ISBN 3-928127-45-4).

## Ehrungen
- Westpreußischer Kulturpreis (1982)